# カイロ市電
カイロ市電（カイロしでん、アラビア語エジプト方言: ترام القاهره）は、かつてエジプトの首都・カイロや周辺都市（カイロ大都市圏（グレーター・カイロ））に存在した路面電車。最盛期には大規模な路線網を有していたが、モータリーゼーションの進行や施設の老朽化により2018年までに廃止された。

## 概要
カイロ市内に最初の路面電車路線が開通したのは1896年8月12日で、開通当初からに8系統を有する大規模な路線網が敷設された。その後も路線の拡張は続き、1917年には30系統を有する路線網が築かれ、同年時点の年間利用客数は7,500万人に達した。路線はカイロ市内のみならずヘリオポリスやショブラ・エル・ケイマ、サイエダ・ゼイナブなどカイロ大都市圏（グレーター・カイロ）を構成する周辺地域にも拡大し、1981年にはヘルワンにエジプト鉄道の駅と工業地帯を結ぶ独立した路線が開通した。

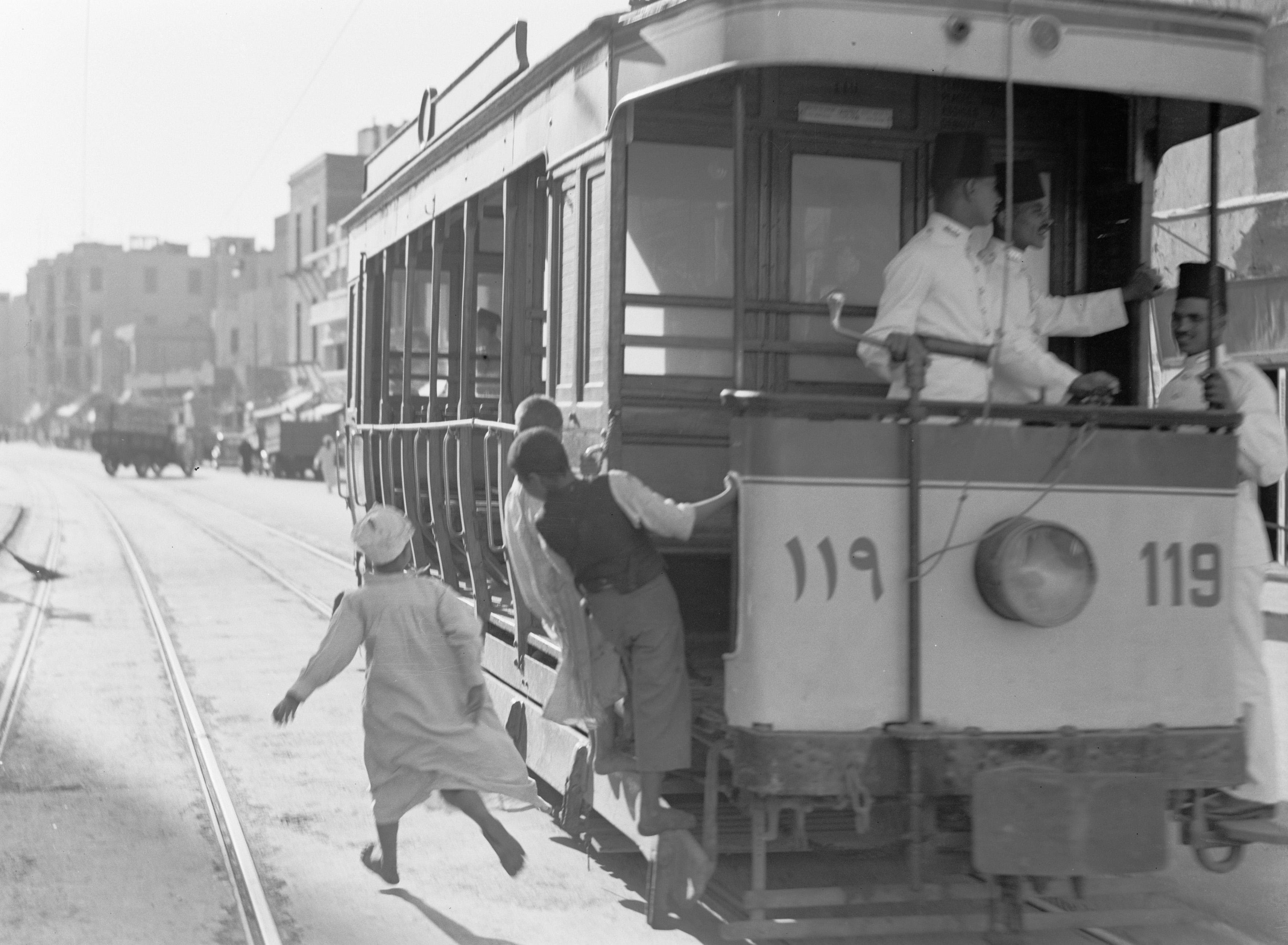
1930年代のカイロ市電（1935年撮影）
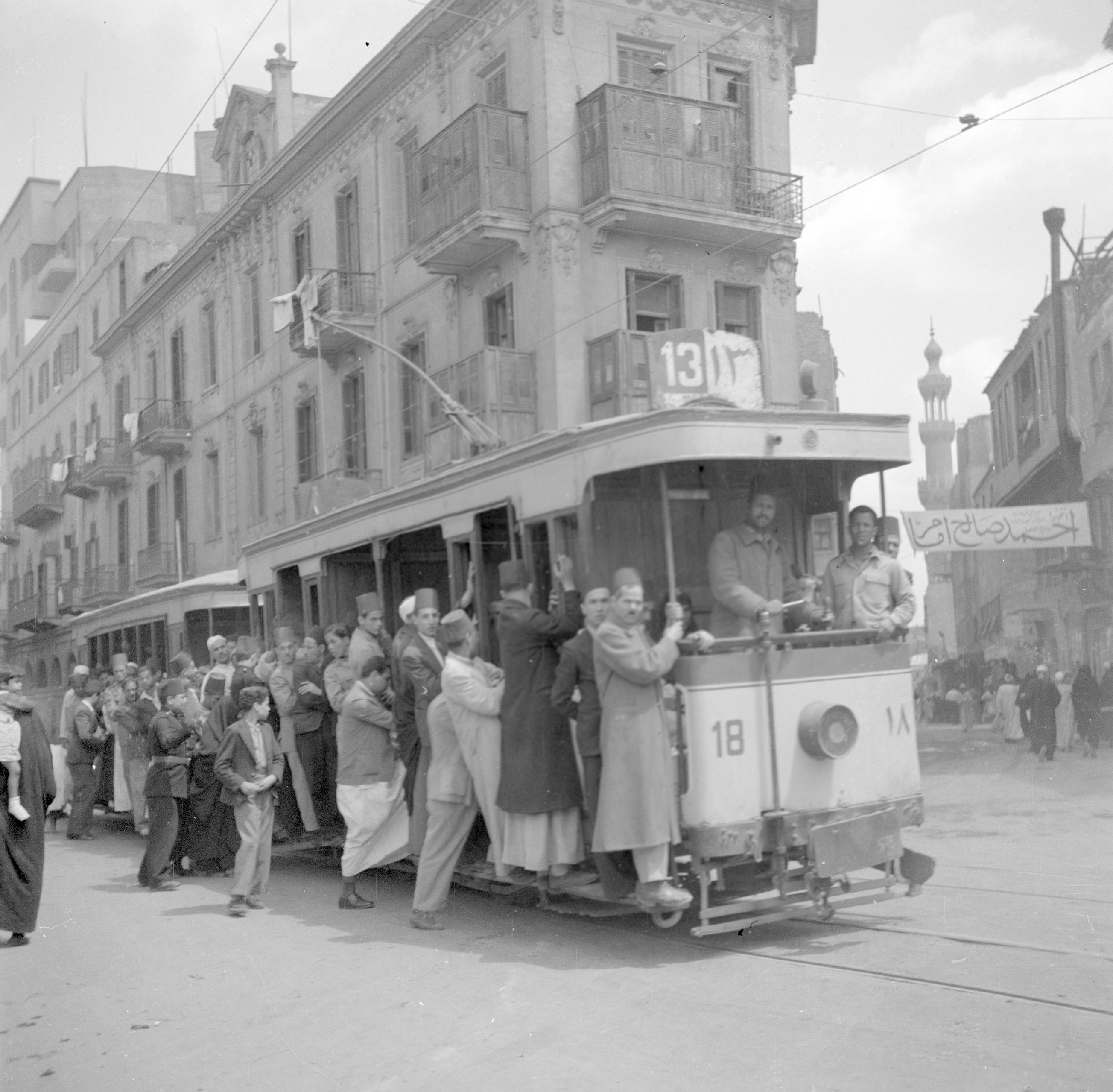
1930年代のカイロ市電（1935年撮影）
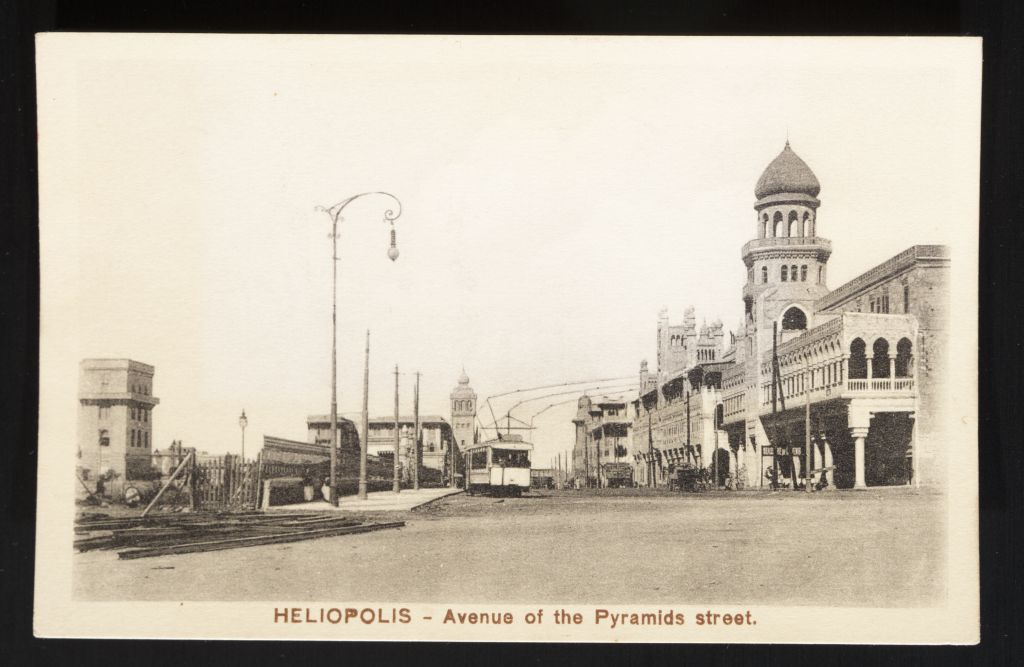
路面電車はヘリオポリス方面にも延伸された

だが、1970年代以降はモータリーゼーションの進展により利用客が減少し、ショブラ・エル・ケイマやザイエダ・ゼイナブ方面の路線やカイロ市内の併用軌道の路線網は2000年代までに廃止され、開通後利用客が伸び悩んでいたヘルワンの路線も2011年に勃発したエジプト革命の影響により営業運転を終了した。ヘリオポリス方面の路線についても資金不足やそれに起因するメンテナンス不足、更には施設の老朽化などの要因により2014年までにほとんどの路線が休止し、晩年は約2 kmの区間が残存するのみとなっていた。欧州復興開発銀行やエジプト国際協力省の支援の下で整備を行い休止区間の運行を再開する計画も立てられていたが、最終的に2018年までに全区間の営業運転が終了し、同年中に線路や施設の撤去が完了した事が確認されている。

## 車両
カイロ市電で最後まで残ったヘリオポリスの路線で使用されたのは、日本の近畿車輛が製造した電車であった。これは1963年に発注を受けた20両を皮切りに1988年まで長期に渡って導入されたもので、メンテナンスの容易さを考慮し抵抗制御方式に対応した吊り掛け駆動用の主電動機、空気ブレーキ、ソリッド車輪など旧式の技術を用いたが、軌道状態の悪さをはじめとする要因から実際の使用時には各種機器や台車の故障や損傷が相次いだ事が報告されている。
また、近畿車輛はヘルワン市内の区間やカイロ市内の併用軌道向けの車両製造も手掛けており、これらは同社からの技術支援によりエジプトの車両メーカーであるセマフ（SEMAF）との共同生産が行われた。また、後者については後年にカイロ市内の路線廃止に伴いヘリオポリスの路線へ転属した車両も存在した。加えてカイロ市内の路線には日立製作所製の機器を用いセマフが製造した車両の導入も行われた。

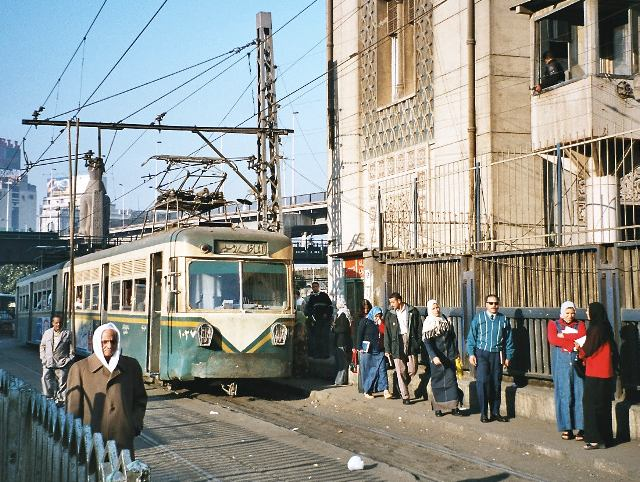
近畿車輛製の電車（ヘリオポリス向け）（2002年撮影）
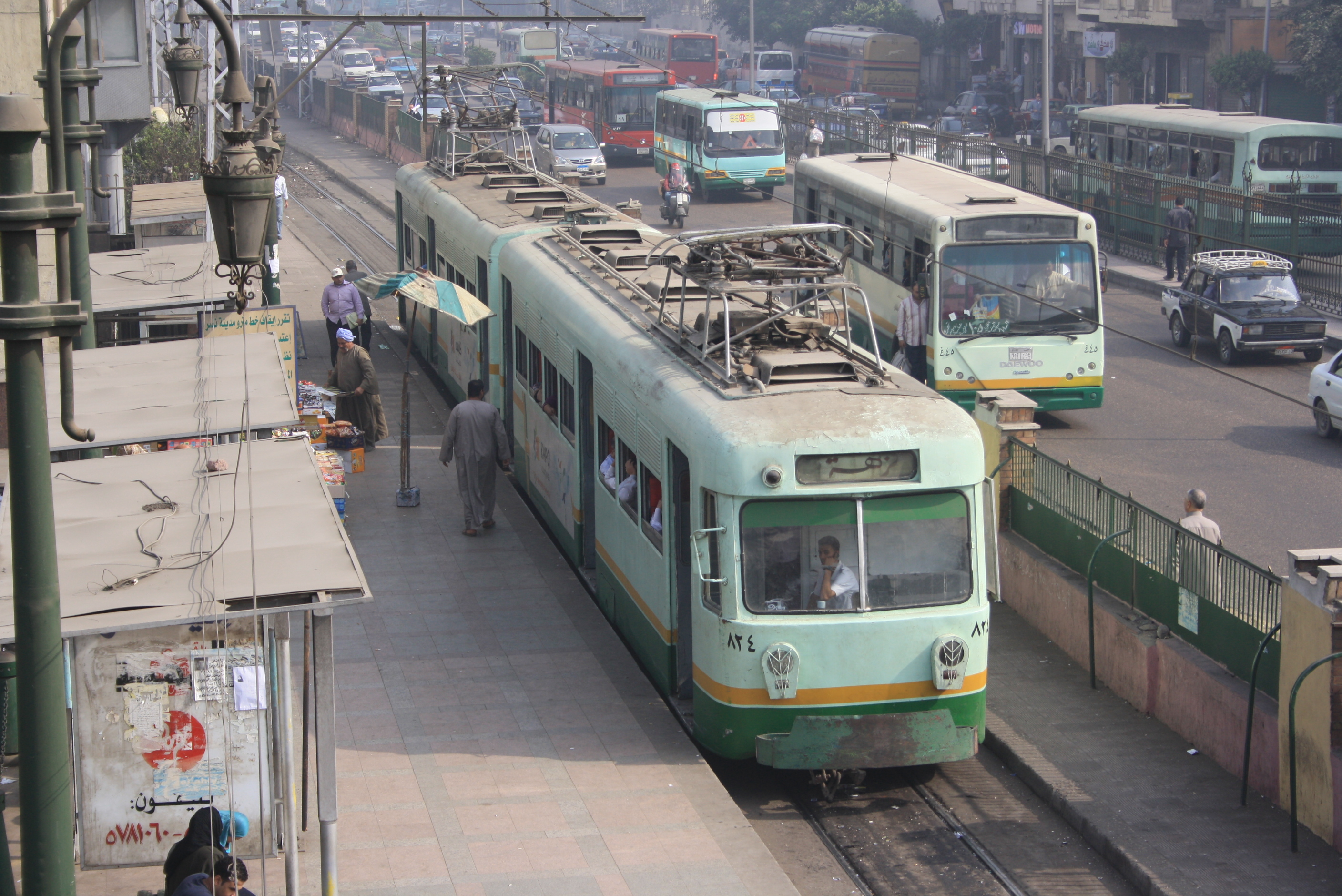
近畿車輛製の電車（ヘリオポリス向け）（2010年撮影）

一方、カイロ市内の路線についてはチェコスロバキアのČKDタトラが製造したタトラカー（タトラK5AR）やアメリカ合衆国のロサンゼルス鉄道（ロサンゼルス）から譲渡されたPCCカーが、それ以前から在籍していた旧型電車と共に1980年代まで使用されていたが、これらは近畿車輛やセマフ社が製造した車両に置き換えられ廃車された。

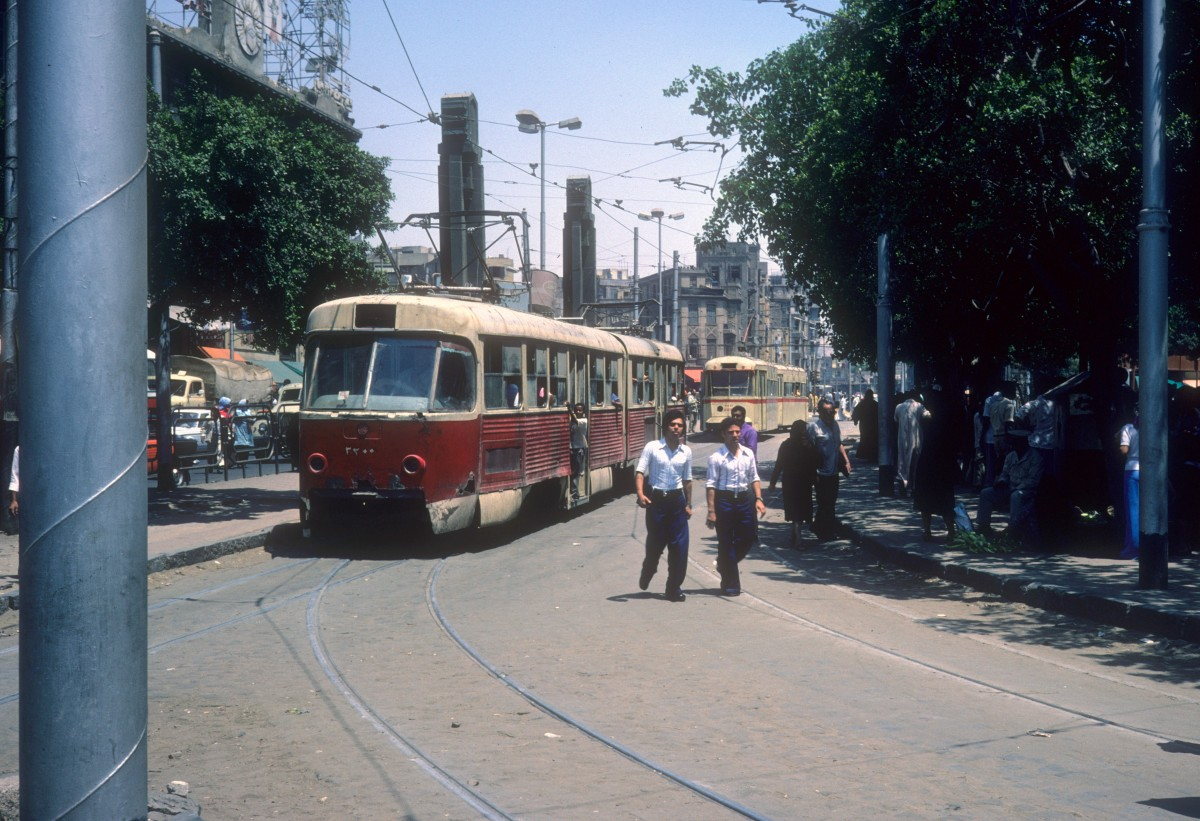
チェコスロバキア製のタトラK5AR（1977年撮影）
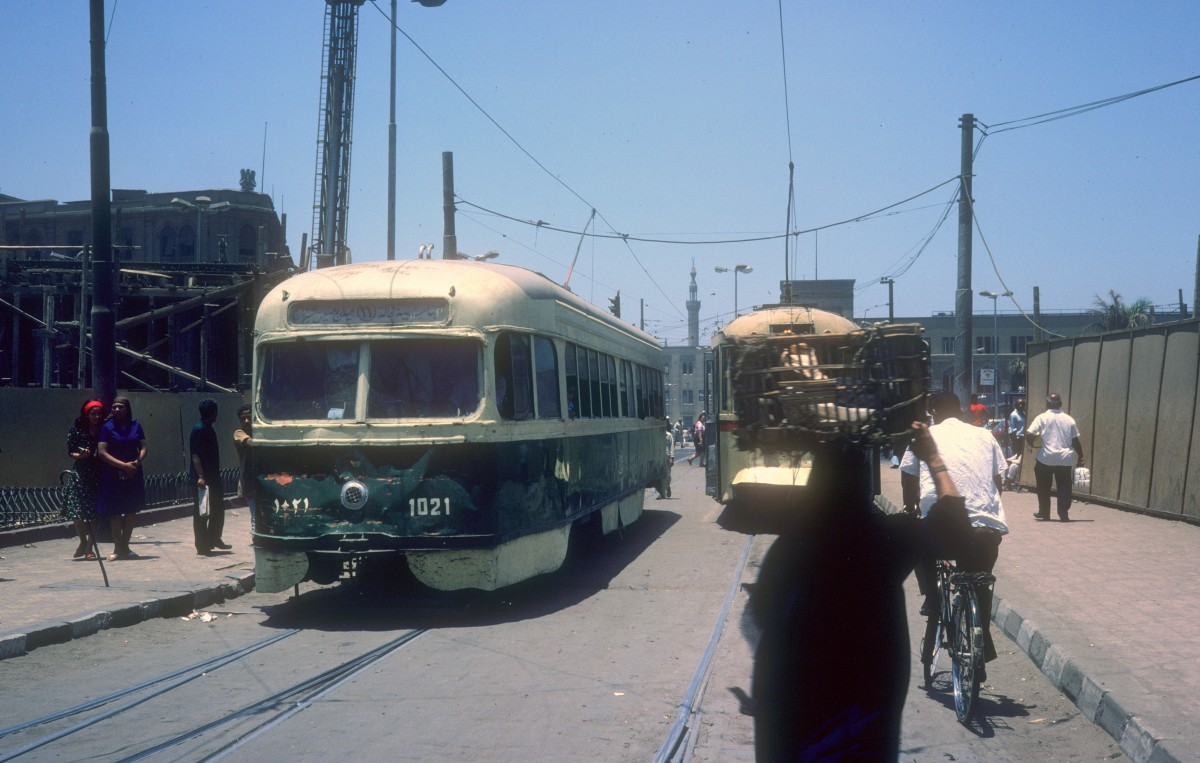
ロサンゼルス鉄道から譲渡されたPCCカー（1977年撮影）
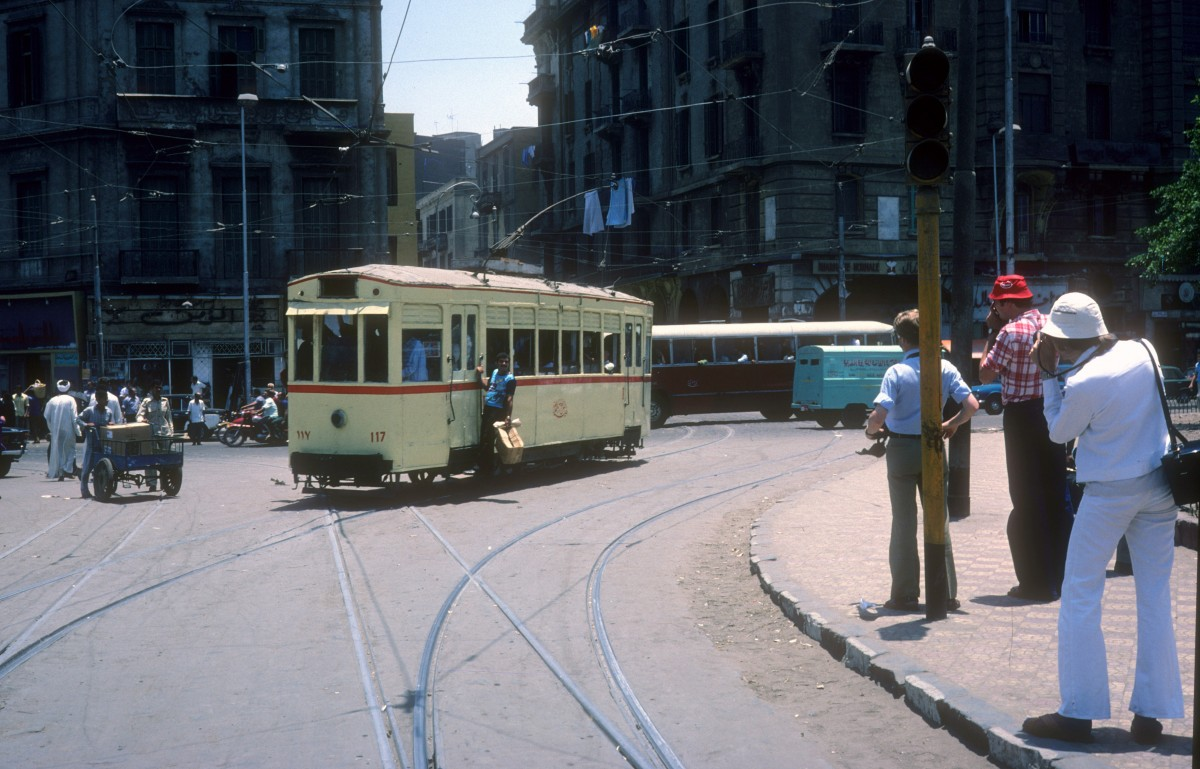
旧型の2軸車（1977年撮影）
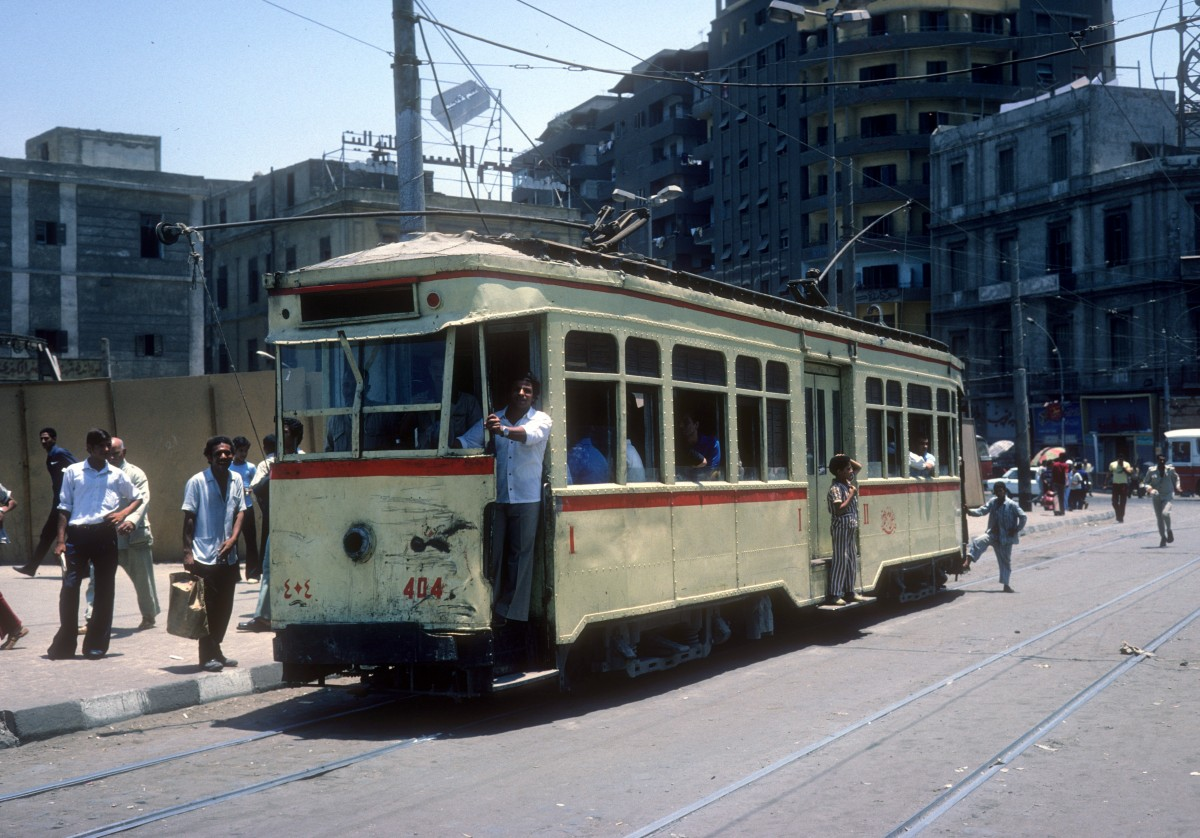
旧型のボギー車（1977年撮影）

## 参考資料
- 櫻井賢一「温故知新 エジプトのプロジェクトを振り返って【前編】」『近畿車輛技報』第14号、近畿車輛、2007年10月、54-58頁、 オリジナルの2020年2月21日時点におけるアーカイブ、2023年6月2日閲覧。
- 金谷光男、有末義彦、川平吉郎、佐藤勝夫「エジプト カイロ市交通局ヘルワン線向電車」『車両技術』第139巻、日本鉄道車輌工業会、1978年2月、21-32頁、doi:10.11501/3293424、ISSN 0559-7471。
- 金谷光男、山本昭夫、川平吉郎、佐藤勝夫「エジプト カイロ市交通局市内線向電車」『車両技術』第147巻、日本鉄道車輌工業会、1980年3月、63-70頁、doi:10.11501/3293432、ISSN 0559-7471。